# 알래스카뒤쥐
알래스카뒤쥐 또는 글레이셔만물뒤쥐(Sorex alaskanus)는 땃쥐과에 속하는 포유류의 일종이다. 미국 알래스카주의 토착종이다.